# Hanna Granitzki
Hanna Carina Granitzki (* 31. Juli 1997 in Hamburg) ist eine deutsche Hockeyspielerin, die 2019 und 2021 Europameisterschaftszweite wurde.

## Sportliche Karriere
Die Abwehrspielerin Hanna Granitzki war 2015 Deutsche Meisterin mit dem Uhlenhorster HC, 2018 holte sie den Titel mit dem Club an der Alster.
Von 2012 bis 2016 nahm sie an 44 Länderspielen in den verschiedenen Altersklassen im Juniorinnen-Bereich teil. Ihre größten Erfolge waren der zweite Platz bei der U18-Europameisterschaft und der fünfte Platz bei der Juniorinnen-Weltmeisterschaft 2016.
2017 debütierte sie in der Nationalmannschaft. Bei der Europameisterschaft 2017 in Amstelveen belegten die deutschen Damen in der Vorrunde den ersten Platz vor den Engländerinnen, im direkten Vergleich gewannen die Deutschen mit 1:0. Im Halbfinale unterlagen die Deutschen den Belgierinnen mit 0:1. Das Spiel um den dritten Platz gewannen die Engländerinnen mit 2:0. Zwei Jahre später bei der Europameisterschaft 2019 in Antwerpen belegten die deutschen Damen in der Vorrunde den zweiten Platz hinter den Engländerinnen, das Spiel zwischen den beiden Mannschaften endete 1:1. Im Halbfinale schlugen die Deutschen die Spanierinnen mit 3:2, im Finale unterlagen sie den Niederländerinnen mit 0:2. 2021 fand die Europameisterschaft wieder in Amstelveen statt. Die deutsche Mannschaft gewann ihre Vorrundengruppe vor den Belgierinnen. Im Halbfinale siegte die deutsche Mannschaft mit 4:1 gegen Spanien, im Finale siegten die Niederländerinnen mit 2:0. Bei den Olympischen Spielen in Tokio belegte die deutsche Mannschaft den zweiten Platz in der Vorrunde. Im Viertelfinale schieden die Deutschen mit 0:3 gegen die Argentinierinnen aus. 2022 belegte Granitzki mit der deutschen Mannschaft den vierten Platz bei der Weltmeisterschaft. Im Jahr darauf wurde die Mannschaft Dritte bei der Europameisterschaft in Mönchengladbach.
Hanna Granitzki bestritt 108 Länderspiele. (Stand 14. Juni 2024) 